# Motocyklowe Grand Prix Szwecji
Motocyklowe Grand Prix Szwecji – była eliminacja Mistrzostw Świata Motocyklowych Mistrzostw Świata rozgrywana w latach od 1958 do 1961, od 1971 do 1979 i od 1981 do 1990. Wyścigi odbywały się na torach Scandinavian Raceway, Karlskoga Motorstadion, Kristianstad i Hedemora.

## Lista zwycięzców
| Rok  | 80 cm³            | 125 cm³            | 250 cm³           | 350 cm³           | 500 cm³           |
| ---- | ----------------- | ------------------ | ----------------- | ----------------- | ----------------- |
| 1990 |                   | Hans Spaan         | Carlos Cardús     |                   | Wayne Rainey      |
| 1989 |                   | Àlex Crivillé      | Sito Pons         |                   | Eddie Lawson      |
| 1988 |                   | Jorge Martínez     | Sito Pons         |                   | Eddie Lawson      |
| 1987 |                   | Fausto Gresini     | Anton Mang        |                   | Wayne Gardner     |
| 1986 |                   | Fausto Gresini     | Carlos Lavado     |                   | Eddie Lawson      |
| 1985 |                   | August Auinger     | Anton Mang        |                   | Freddie Spencer   |
| 1984 |                   | Fausto Gresini     | Manfred Herweh    |                   | Eddie Lawson      |
| Rok  | 50 cm³            | 125 cm³            | 250 cm³           | 350 cm³           | 500 cm³           |
| 1983 |                   | Bruno Kneubühler   | Christian Sarron  |                   | Freddie Spencer   |
| 1982 |                   | Ivan Palazzese     | Roland Freymond   |                   | Takazumi Katayama |
| 1981 |                   | Ricardo Tormo      | Anton Mang        |                   | Barry Sheene      |
| 1979 |                   | Pier Paolo Bianchi | Graziano Rossi    |                   | Barry Sheene      |
| 1978 |                   | Pier Paolo Bianchi | Gregg Hansford    | Gregg Hansford    | Barry Sheene      |
| 1977 | Ricardo Tormo     | Ángel Nieto        | Mick Grant        | Takazumi Katayama | Barry Sheene      |
| 1976 | Ángel Nieto       | Pier Paolo Bianchi | Takazumi Katayama |                   | Barry Sheene      |
| 1975 | Eugenio Lazzarini | Paolo Pileri       | Walter Villa      |                   | Barry Sheene      |
| 1974 | Henk van Kessel   | Kent Andersson     | Takazumi Katayama | Teuvo Länsivuori  | Teuvo Länsivuori  |
| 1973 | Jan de Vries      | Börje Jansson      | Dieter Braun      | Teuvo Länsivuori  | Phil Read         |
| 1972 | Jan de Vries      | Ángel Nieto        | Rodney Gould      | Giacomo Agostini  | Giacomo Agostini  |
| 1971 | Ángel Nieto       | Barry Sheene       | Rodney Gould      | Giacomo Agostini  | Giacomo Agostini  |
| 1961 |                   | Luigi Taveri       | Mike Hailwood     | František Šťastný | Gary Hocking      |
| 1959 |                   | Tarquinio Provini  | Gary Hocking      | John Surtees      |                   |
| 1958 |                   | Alberto Gandossi   | Horst Fügner      | Geoff Duke        | Geoff Duke        |